# Musei statali di Berlino
I Musei statali di Berlino (in tedesco Staatliche Museen zu Berlin) sono un gruppo di musei della capitale tedesca, appartenenti alla Fondazione del patrimonio culturale prussiano (Stiftung Preußischer Kulturbesitz).
Sono complessivamente 19 (15 musei e 4 istituti di ricerca), distribuiti in vari quartieri della città.

## Quartiere Mitte
- sull'Isola dei musei:
  - Alte Nationalgalerie (dipinti e sculture del XIX secolo)
  - Altes Museum (arte greca e romana e parte della Antikensammlung Berlin)
  - Bode-Museum (con Skulpturensammlung und Museum für Byzantinische Kunst e Münzkabinett)
  - Neues Museum (con Museo egizio, Museum für Vor- und Frühgeschichte e parte della Antikensammlung Berlin)
  - Pergamonmuseum (con Museo dell'Asia Anteriore, Museo d'arte islamica e parte della Antikensammlung Berlin)
- Friedrichswerdersche Kirche
- Nell'ambito dello Humboldt Forum:
  - Ethnologisches Museum
  - Museum für Asiatische Kunst

## Quartiere Tiergarten
- nel Kulturforum:
  - Gemäldegalerie
  - Neue Nationalgalerie
  - Kunstgewerbemuseum
  - Kupferstichkabinett (Sammlung der Zeichnungen und Druckgraphik)
  - Kunstbibliothek

## Quartiere Moabit
- Hamburger Bahnhof

## Quartiere Charlottenburg
- Museum Berggruen
- Museum für Fotografie/Helmut Newton Stiftung
- Museum Scharf-Gerstenberg

## Quartiere Dahlem
- nel Museumszentrum Dahlem:
  - Museum Europäischer Kulturen

## Quartiere Köpenick
- Kunstgewerbemuseum Schloss Köpenick